# Замене (Мінський повіт)
Замене (пол. Zamienie) — село в Польщі, у гміні Мінськ-Мазовецький Мінського повіту Мазовецького воєводства.
Населення — 662 особи (2011).
У 1975-1998 роках село належало до Седлецького воєводства.

## Демографія
Демографічна структура станом на 31 березня 2011 року:
|          | Загалом | Допрацездатний вік | Працездатний вік | Постпрацездатний вік |
| -------- | ------- | ------------------ | ---------------- | -------------------- |
| Чоловіки | 323     | 72                 | 225              | 26                   |
| Жінки    | 339     | 74                 | 207              | 58                   |
| Разом    | 662     | 146                | 432              | 84                   |